# ワシントン・アパート

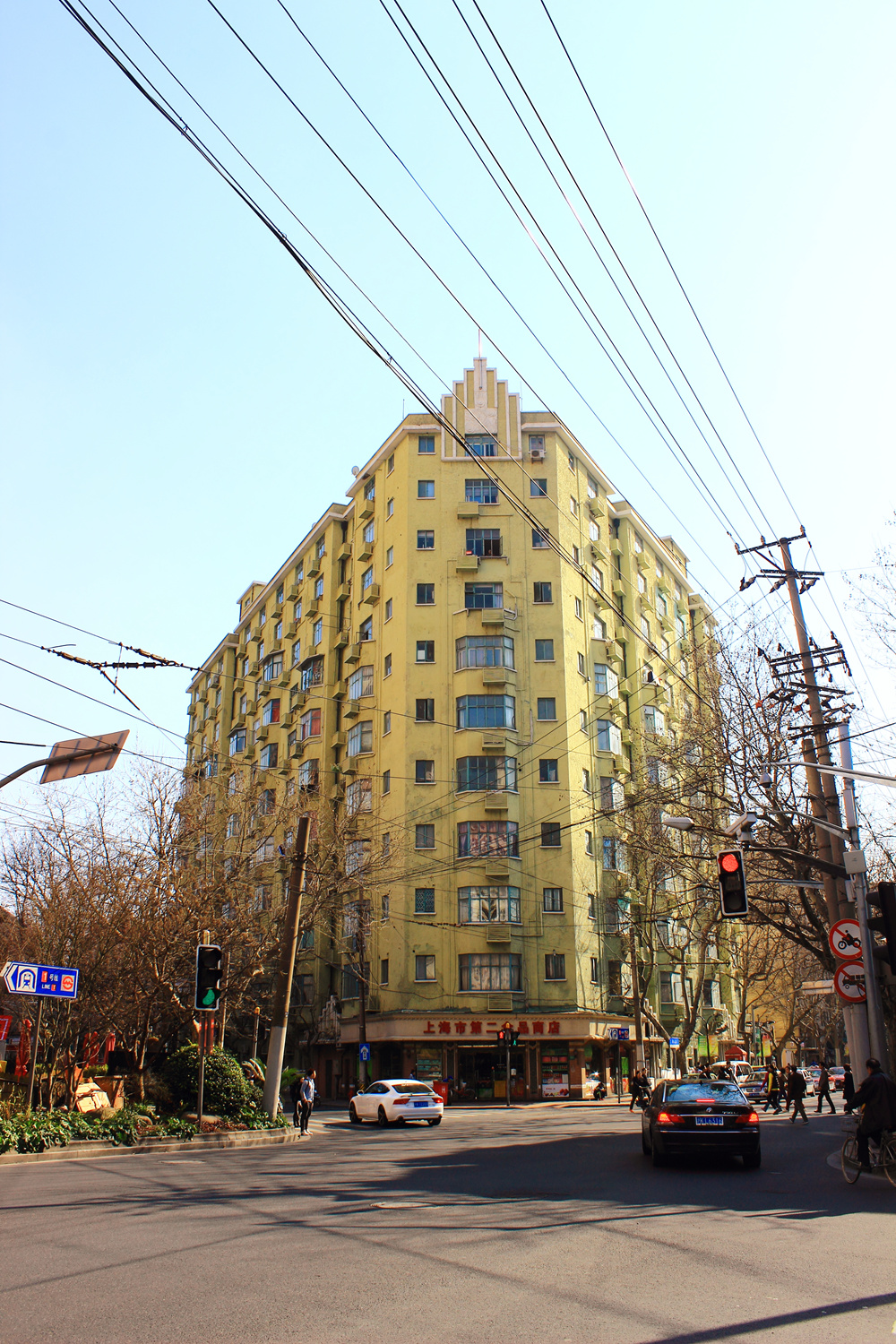
ワシントン・アパート

ワシントン・アパート（英語: Washington Apartments）、中国語名は西湖公寓、は上海市徐匯区衡山路303号にある集合住宅である。このマンションは1928年に竣工し、1949年以降に西湖公寓と改名された。ワシントン・アパートは1994年に上海市優秀歴史建築に入選され、現在もマンションとして利用されている。
このマンションは上海最初のエレベーターを導入したマンションの一つである。最初は9階建てだったが、1982年に2階分を増築した。